# От заката до рассвета 2: Кровавые деньги из Техаса
«От заката до рассвета 2: Кровавые деньги из Техаса» (англ. From Dusk Till Dawn 2: Texas Blood Money) — американский фильм ужасов 1999 года. Мидквел «От заката до рассвета». Соавтором сценария и режиссером фильма выступил Скотт Шпигель. Продюсерами выступили Майкл С. Мерфи, Джанни Нуннари и Меир Тепер. Квентин Тарантино и Лоуренс Бендер выступили исполнительными продюсерами, а Элисабет Авельян - сопродюсером.

## Сюжет
Пятеро бандитов во главе со сбежавшим из тюрьмы Лютером (Дуэйн Уитакер) собираются ограбить банк в Мексике. 
По его просьбе Бак (Роберт Патрик) собирает банду, встреча назначена в мотеле «Эль Койот». К сожалению, у Лютера при столкновении с летучей мышью сломался джип, и его угораздило зайти в злополучный стриптиз-бар «Титти Твистер», давно облюбованный нечистой силой — упырями и вурдалаками.
Бармен (Дэнни Трехо) согласился подвезти его до мотеля, по дороге (после укуса Виктора (той самой летучей мыши, которая врезалась в его машину) Лютер стал вампиром. В мотеле он покусал бандита Хесуса (Рэймонд Крус), а в банке по очереди и остальных сообщников, кроме Бака. Нагрянула полиция, и возникла потасовка, в ходе которой из банка человеком удалось выбраться только Баку, который забрал все деньги, награбленные в банке его бывшими сообщниками.

## В ролях
| Актёр                | Роль              |
| -------------------- | ----------------- |
| Роберт Патрик        | Бак               |
| Бо Хопкинс           | шериф Отис Лоусон |
| Дуэйн Уитакер        | Лютер             |
| Мьюз Уотсон          | Си Дабл Ю Найлз   |
| Бретт Харрельсон     | Рэй Боб           |
| Рэймонд Крус         | Хесус Дрейвен     |
| Дэнни Трехо          | «Бритва» Чарли    |
| Джеймс Паркс         | офицер МакГроу    |
| Стейси Буржуа        | Марси             |
| Мария Чека           | Люп               |
| Тиффани Амбер Тиссен | Пэм               |
| Брюс Кэмпбелл        | Барри             |
| Скотт Шпигель        | порнорежиссёр     |

## Создание
Хотя фильм назван «От заката до рассвета 2», он не является ни продолжением первого фильма, ни его предысторией, а скорее дополнением. В фильме упоминаются братья Гекко — Отис говорит своему коллеге о том, что братья Гекко убили шерифа МакГроу (убийство шерифа Макгроу произошло в первом фильме). Однако, в фильме бар «Кручёные сиськи» всё ещё стоит, а не разгромлен, а один из его обитателей — бармен Бритва Чарли — всё ещё жив.
Фильмы «От заката до рассвета 2» и «От заката до рассвета 3» были спродюсированы Тарантино и Родригесом, но не имели такой популярности, какую имел фильм 1995 года. В кинотеатрах эти фильмы не были показаны, а из-за малого бюджета были сразу переданы в видеопрокат.
Исполнитель главной роли в фильме Роберт Патрик в сериале «От заката до рассвета» сыграл священника Джейкоба Фуллера, героя первого фильма.
Скотт Шпигель, режиссёр этого фильма, сыграл роль порнорежиссёра в моменте, когда Хесус рассказывал историю о сестре своего друга. Дэнни Трехо сыграл во всех трёх фильмах и в сериале.

## Отзывы
Фильм получил негативные отзывы кинокритиков. На сайте Rotten Tomatoes из 11 рецензий лишь 1 была положительной. Натан Рабин из The A.V. Club назвал фильм «гигантской тратой времени, денег и сил». 
Несмотря на это, картина была удостоена премии «Сатурн» в категории «Лучшее видеоиздание». 